# Magic Tree House
La Magica Casa sull'Albero (in inglese Magic Tree House) è una serie di libri per bambini scritta dalla scrittrice Mary Pope Osborne, a partire dal 1992 fino al 2007.

## Trama
Protagonisti di tutta la serie di libri sono due ragazzi, Annie e Jack, che, grazie a una casa sull'albero con dei poteri magici, riescono a muoversi nel tempo.